# Álex Valle
Álex Valle, né le 25 avril 2004 à Badalone en Espagne, est un footballeur espagnol qui évolue au poste d'arrière gauche au Como 1907.

## Biographie

### En club
Né à Badalone en Espagne, Álex Valle commence le football au UDA Gramenet puis joue pour le CE Sant Gabriel (en) avant de rejoindre le centre de formation du FC Barcelone en 2014. Le 31 janvier 2023, Valle prolonge son contrat avec Barcelone jusqu'en juin 2025 et est prêté dans la foulée au FC Andorra.
C'est avec le FC Andorra qu'il fait ses débuts en deuxième division espagnole, le 3 mars 2023 face à l'UD Las Palmas. Il entre en jeu et les deux équipes se neutralisent (0-0 score final),.
Le 13 août 2023, Álex Valle rejoint le Levante UD sous la forme d'un prêt d'une saison.
Il s'impose comme un titulaire à Levante, poussant le FC Barcelone à envisager de l'intégrer dans la rotation de l'équipe première lors de la saison suivante afin de renforcer le poste d'arrière gauche, où Marcos Alonso ne sera pas retenu à l'issue de son contrat.
De retour à Barcelone, il prolonge son contrat avec les Blaugrana le 28 août 2024, étant alors lié au club catalan jusqu'en juin 2026. Il est prêté dans la foulée au Celtic Glasgow pour une saison.
Valle est rappelé de son prêt au mercato hivernal pour être de nouveau prêté le 31 janvier 2025, cette fois-ci au Como 1907 jusqu'à la fin de la saison.
Le club italien active sa clause libératoire le 3 juin 2025, et le joueur signe un contrat courant jusqu’en juin 2029.

### En sélection nationale
Álex Valle représente l'équipe d'Espagne des moins de 18 ans. Avec cette sélection il ne joue un total de quatre matchs et marque un but.

## Palmarès

### En club
- Celtic FC
  - Champion d'Écosse en 2025